# Вест-Марлборо Тауншип (округ Честер, Пенсільванія)
Вест-Марлборо Тауншип (англ. West Marlborough Township) — селище (англ. township) в США, в окрузі Честер штату Пенсільванія. Населення — 819 осіб (2020).

## Демографія
Згідно з переписом 2010 року, у селищі мешкало 814 осіб у 343 домогосподарствах у складі 222 родин. Було 390 помешкань
Расовий склад населення:
| - 97,1 % — білих - 0,7 % — чорних або афроамериканців - 0,6 % — азіатів - 0,1 % — корінних американців |

До двох чи більше рас належало 1,0 %. Частка іспаномовних становила 8,7 % від усіх жителів.
За віковим діапазоном населення розподілялося таким чином: 21,7 % — особи молодші 18 років, 63,7 % — особи у віці 18—64 років, 14,6 % — особи у віці 65 років та старші. Медіана віку мешканця становила 43,3 року. На 100 осіб жіночої статі у селищі припадало 96,1 чоловіків;  на 100 жінок у віці від 18 років та старших — 98,4 чоловіків також старших 18 років.
Середній дохід на одне домашнє господарство  становив 111 908 доларів США (медіана — 80 156), а середній дохід на одну сім'ю — 135 133 долари (медіана — 87 188). Медіана доходів становила 67 917 доларів для чоловіків та 37 500 доларів для жінок. За межею бідності перебувало 2,2 % осіб, у тому числі 0,0 % дітей у віці до 18 років та 6,7 % осіб у віці 65 років та старших.
Цивільне працевлаштоване населення становило 434 особи. Основні галузі зайнятості: освіта, охорона здоров'я та соціальна допомога — 19,6 %, сільське господарство, лісництво, риболовля — 15,2 %, науковці, спеціалісти, менеджери — 12,7 %.